# Nataša Krajnc
Nataša Krajnc por. Nataša Prinčič, slovenska ekonomistka in nekdanji fotomodel, * 1981, Celje
Leta 2002 je kot poslovna tehnica iz Celja osvojila naslov Miss Slovenije 2002.
V mladosti se je ukvarjala s plesom in manekenstvom, biti miss so bile njene mladostne sanje. K prijavi na Miss Slovenije jo je spodbudila prijateljica, ki se je tega tekmovanja udeležila prejšnje leto. Na lepotna tekmovanja se je prijavljala tudi Natašina sestra. Ob zmagi je že dve leti delala v očetovem podjetju, ki se je ukvarjalo s parkiranjem. Izrazila je željo, da bi dokončala študij, delala v gospodarstvu in imela družino.
Leta 2007 je diplomirala na Fakulteti za management v Kopru.

## Zasebno
Visoka je 176 centimetrov.